# Lepidiota peninsularis
Lepidiota peninsularis är en skalbaggsart som beskrevs av Gilbert John Arrow 1943. Lepidiota peninsularis ingår i släktet Lepidiota och familjen Melolonthidae. Inga underarter finns listade i Catalogue of Life.